# René Savoie (producteur)
 (avril 2025).
Motif : Beaucoup de mousse mais pas de sources secondaires et centrées
- Archive Wikiwix
- Bing
- Cairn
- DuckDuckGo
- E. Universalis
- Gallica
- Google
- G. Books
- G. News
- G. Scholar
- Persée
- Qwant
- (zh) Baidu
- (ru) Yandex
- (wd) trouver des œuvres sur Wikidata

| 1. | Préciser le motif de la pose du bandeau. | Précisez le motif de la pose du bandeau en utilisant la syntaxe suivante : {{admissibilité à vérifier\|date=août 2025\|motif=remplacez ce texte par le motif}}                                |
| 2. | Informer les utilisateurs concernés.     | Pensez à avertir le créateur de l'article, par exemple, en insérant le code ci-dessous sur sa page de discussion : {{subst:avertissement admissibilité à vérifier\|René Savoie (producteur)}} |

René Savoie est un scénariste, producteur et entrepreneur acadien basé à Moncton, au Nouveau-Brunswick. Fondateur de la maison de production Productions du Milieu, il est reconnu pour son apport à la production télévisuelle et cinématographique francophone au Canada atlantique, en particulier dans les genres documentaire et fiction télévisuelle. Son œuvre explore des thèmes sociaux, identitaires et culturels liés à l’Acadie et aux francophonies minoritaires.

## Biographie
René Savoie entame sa carrière dans les années 1980 à Moncton, en fondant Studio A.V., un studio d'enregistrement sonore et de production audiovisuel. Il développe par la suite une expertise en scénarisation, en réalisation et en gestion de production, travaillant d’abord dans le secteur privé avec la compagnie de production Cojak Productions entre 2007 et 2010. Il fonde Productions du Milieu en septembre 2010, une maison de production qui s'imposera comme une actrice importante du paysage médiatique acadien.

## Carrière
René Savoie a produit plus de 25 œuvres audiovisuelles diffusées sur des chaînes telles que CHAU CIMT, TVA, Unis TV, TV5, Radio-Canada, Canal D, TFO, AMI-télé, et TV5Monde. Il est à l’origine de projets acclamés comme:
- Les Newbies I et Les Newbies II  (2018–2019)[4] — Série dramatique humoristique ayant obtenu deux nominations aux Prix Gémeaux pour ses composantes numériques[5].
- Une rivière métissée (2020)[6] — Documentaire sur l'identité multiple d'une femme d'origine cherokee, afroaméricaine et acadienne[7].
- La pêche maudite[8], Le sprint au flétan[9], L’Acadie des frontières — Documentaires explorant la culture et l’économie des pêches en Acadie[10].
- Mordu d’éplan — Film ethnographique sur les traditions hivernales de pêche en Acadie.
- Sex-shop: une histoire de famille[11], La force du rire[12], La Tourbe Millénaire — Documentaires originaux sur des sujets sociaux ou atypiques.

Il a aussi été producteur et coscénariste sur la série de variétés Tout l’Monde à Bord et la série de fiction Rural.com

## Engagement et reconnaissance
René Savoie joue un rôle actif dans la défense des intérêts des producteurs francophones en situation minoritaire,. Il siège depuis 2012 au conseil d'administration de l’Alliance des producteurs francophones du Canada (APFC), dont il a été vice-président (2015–2018) puis président (depuis 2019). Il a aussi présidé Média NB, l’association des professionnels de l’audiovisuel du Nouveau-Brunswick, de 2015 à 2017.
Ses œuvres ont été reconnues par plusieurs festivals et institutions :
- Prix Léonard Forest[19]du FICFA 2015 pour Le sprint au flétan[20].
- Sélections officielles aux Rendez-vous Québec Cinéma, au FICFA, au Festival Résistances (France), au Devour! The Food Film Fest[21] et à Cinema on the Bayou (Louisiane)[22],[23].

## Filmographie (sélection)
- 2009 : Chasse aux aphrodisiaques - réalisateur, scénariste (documentaire)
- 2011 : Rural.com - scénariste, producteur (série dramatique), diffusé sur CHAU-CIMT
- 2014 : L’Acadie des frontières - producteur (documentaire), diffusé sur TV5 / Unis TV
- 2015 : Le sprint au flétan - producteur, scénariste (documentaire), diffusé sur Canal D
- 2017 : Mordu d’éplan - producteur, scénariste (documentaire), diffusé sur Unis TV
- 2019 : Les Newbies II - coproducteur (série dramatique), diffusé sur Unis TV
- 2020 : Une rivière métissée - producteur (documentaire), diffusé sur Radio-Canada / TV5Monde
- 2024 : Bientôt dans nos hôpitaux - producteur (série documentaire), diffusé sur ICI Télé / TOU.TV